# Ľudovít Benický
Ľudovít Benický, také Ludwig von Beniczky, Ludwig Beniczky von Benicz, Beniczky Lajos nebo Lodovico Benicky (2. června 1810 region Turec – 1855 (?) Vídeň nebo 1870/1880 New York) byl malíř figuralista, pedagog a fotograf slovenského původu.

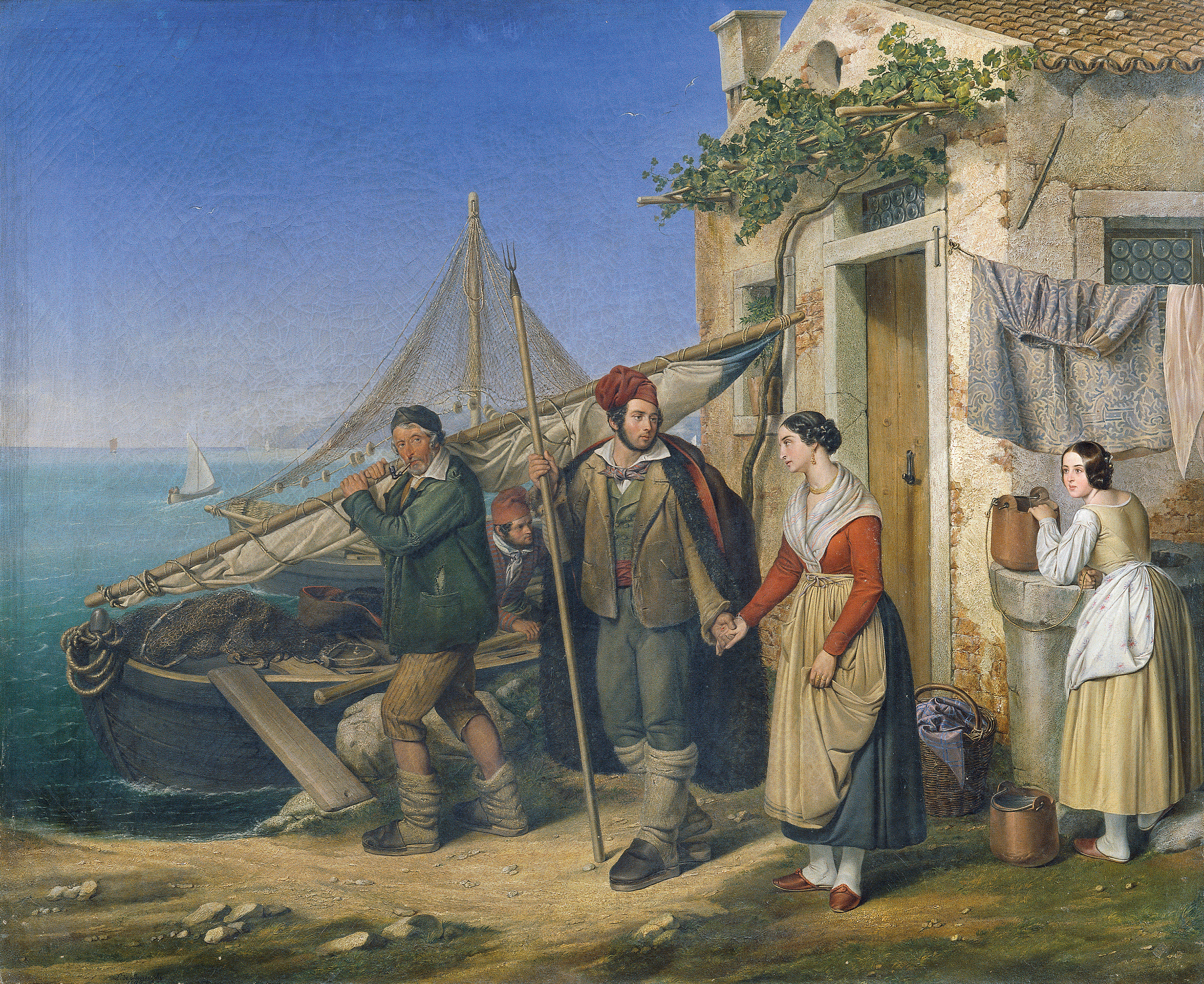
Rodina benátského rybáře (1846), Rakouská galerie Belvedere, Vídeň

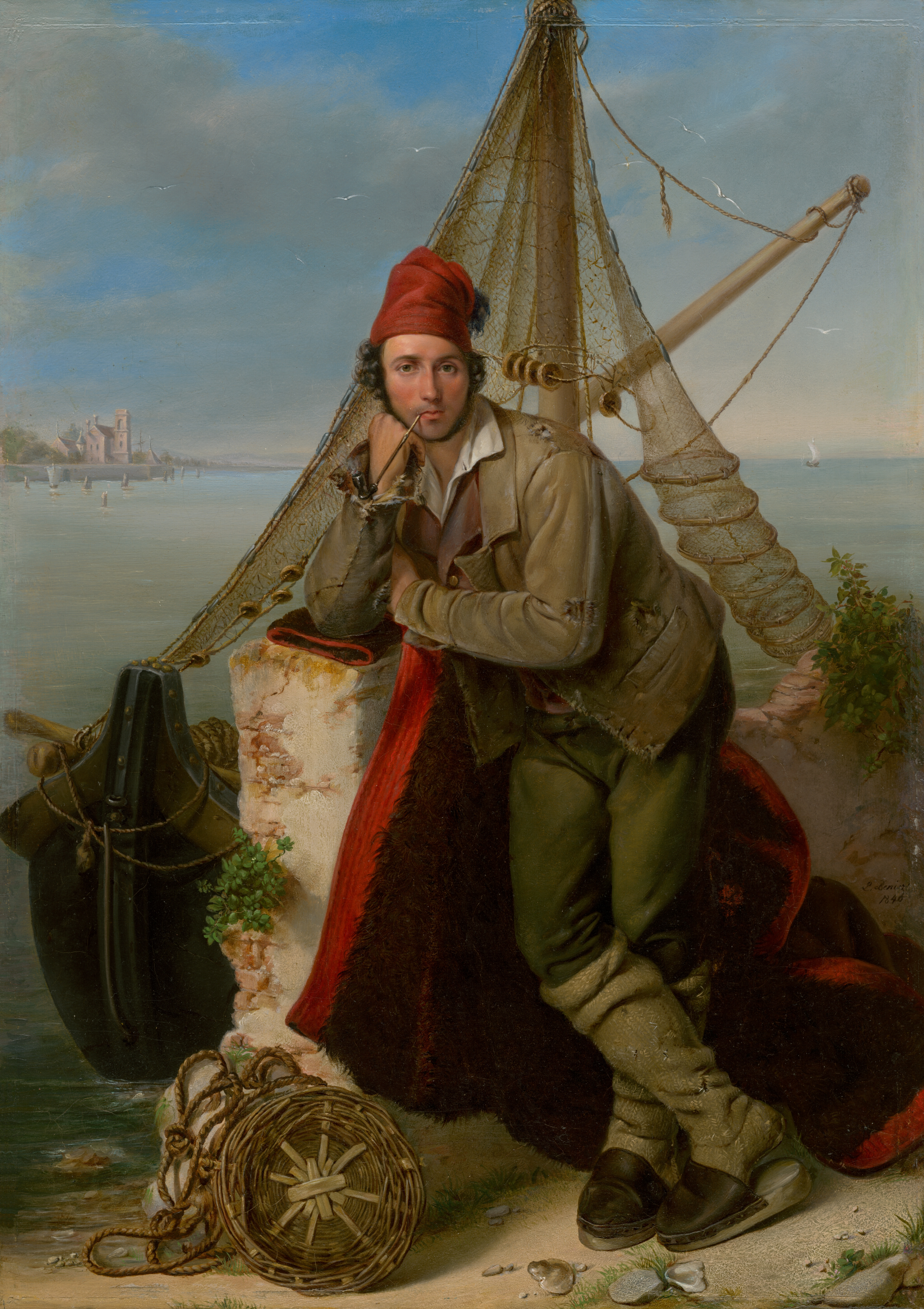
Benátský rybář, po 1840 Slovenská národní galerie Bratislava

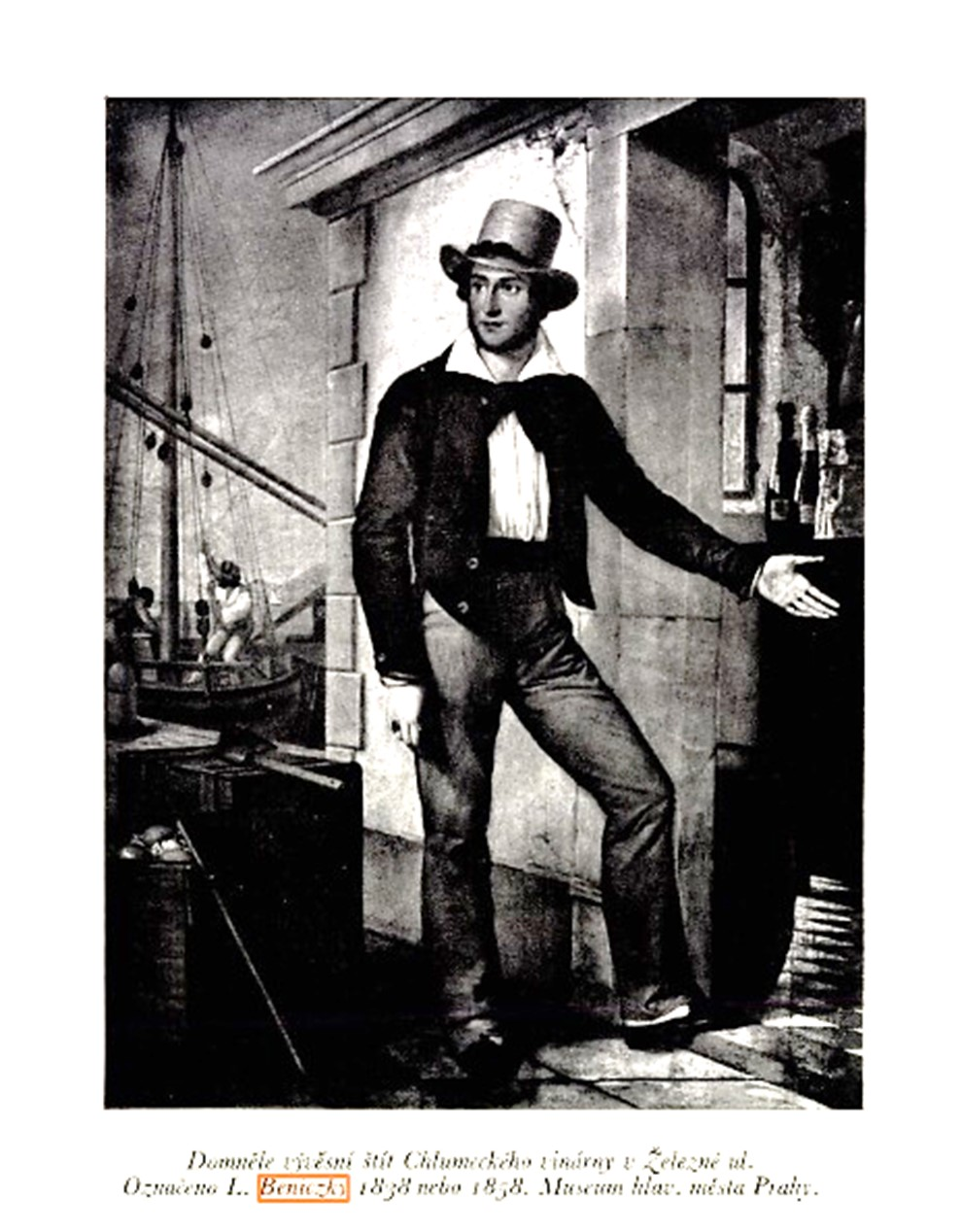
Vývěsní štít pražského lahůdkáře Chlumeckého, 1838 nebo 1858, Muzeum hl. m. Prahy

## Život
Vystudoval malířství na Akademii výtvarných umění ve Vídni, roku 1834 odcestoval do Benátek, kde se v první polovině 40. let 19. století stal ředitelem Akademie krásných umění.
V roce 1845 se vrátil do Vídně. Roku 1846 je doložen jeho pobyt v Budapešti a jeho další osud není jasný. Buďto již ve Vídni experimentoval s fotografováním a roku 1855 tam zemřel, nebo odcestoval do New Yorku a pracoval tam jako úspěšný fotograf. V druhém případě by zemřel až mezi léty 1870-1880 nebo kolem roku 1880.

## Dílo (výběr)
- Studie benátského rybáře při prodeji rybiček, 39,5 x 31,5 cm, olejomalba na plátně, signováno a datováno 1839[2]
- Studie benátského rybáře k následujícímu obrazu, olejomalba na dřevěné desce, 48 x 34 cm, signováno a datováno L. Benicz 1840[3] Slovenská národní galerie Bratislava
- Rodina benátského rybáře, olejomalba, 71 x 87cm, signováno L. von Beniczky, datováno 1846; Rakouská galerie Belvedere ve Vídni
- Benátský obchodník s rybami, olejomalba na dřevě, signováno a datováno L. Beniczky 1838 nebo 1858, vývěsní štít Chlumeckého lahůdkářství Zum Italiener v Železné ulici v Praze; Muzeum hlavního města Prahy[4][5]
- Starý muž s dýmkou, olejomalba na plátně [6]